# Souls
De Souls-serie is een actierollenspel computerspelserie ontwikkeld door FromSoftware.
De serie begon met het uitbrengen van Demon's Souls voor de PlayStation 3 in 2009. Dit spel werd opgevolgd door Dark Souls in 2011, Dark Souls II in 2014 en ten slotte Dark Souls III in 2016. Vrijwel alle spellen zijn geregisseerd door Hidetaka Miyazaki, uitgezonderd Dark Souls II.

## Spelomgeving
Spellen in de Souls-serie worden gespeeld in een derde persoonsperspectief, en richten zich op wapen- en magie-gebaseerde gevechten met monsters in een middeleeuwse fantasiewereld. Daarnaast is verkenning een belangrijk onderdeel. Een terugkerend thema in de spellen is een ooit welvarend koninkrijk dat na een serie ongelukkige gebeurtenissen in verval is geraakt. Spelers kunnen kiezen uit verschillende vechters, die aan het begin van het spel allen andere sterke en zwakke eigenschappen hebben.
De serie staat met name bekend om de moeilijkheidsgraad, die zowel wordt geprezen als bekritiseerd.

## Spellen in de reeks
- Demon's Souls (2009)
- Dark Souls (2011)
- Dark Souls II (2014)
- Dark Souls III (2016)
- Dark Souls: Remastered (2018)
- Demon's Souls (2020, remake van origineel)

## Ontvangst en verkoop
De Souls-serie werd in recensies positief ontvangen, waarbij Dark Souls II de hoogste cijfers kreeg in de serie.
In maart van 2015 heeft Demon's Souls meer dan 1,7 miljoen exemplaren verkocht. De Dark Souls-titels verkochten meer dan 13 miljoen exemplaren, waarbij Dark Souls III het record brak van Bandai Namco's snelst verkopende spel.

## Invloeden
Dark Souls heeft de ontwikkeling van andere spellen beïnvloed, waaronder Destiny, Alienation, Lords of the Fallen, Salt and Sanctuary, Shovel Knight, Titan Souls, en Enter the Gungeon. De serie inspireerde een berichtenapp voor iOS en Android, genaamd Soapstone, dat een vergelijkbaar berichtensysteem gebruikt als in de spelserie.